# Ingmar Bergman
Ernst Ingmar Bergman (født 14. juli 1918 i Uppsala, død 30. juli 2007 på Fårö) var en svensk filminstruktør og manuskriptforfatter. Hans film handler ofte om eksistentielle spørgsmål om moral, ensomhed og tro.

## Filmografi
- Moderhjertet (Kris, 1946)
- Det regner på vor kærlighed (Det regnar på vår kärlek, 1946)
- Sømandstøsen (Skepp till India land, 1947)
- Musik i mørket (Musik i mörker, 1948)
- Havnebyens fristelser (Hamnstad, 1948)
- Fængsel (Fängelse, 1949)
- Tørst (Törst, 1949)
- Sådan noget sker ikke her (Sånt händer inte här, 1950)
- To mennesker (Till glädje, 1950)
- Sommerleg (Sommarlek, 1951)
- Mens kvinder venter (Kvinnors väntan, 1952)
- Sommeren med Monika (Sommaren med Monika, 1953)
- Gøglernes aften (Gycklarnas afton, 1953)
- En lektion i kærlighed (En lektion i kärlek, 1954)
- Kvindedrømme (Kvinnodröm, 1955)
- Sommernattens smil (Sommarnattens leende, 1955)
- Det syvende segl (Det sjunde inseglet, 1957)
- Ved vejs ende (Smultronstället, 1957)
- Ansigtet (Ansiktet, 1958)
- Livets under (Nära livet, 1958)
- Djævelens øje (Djävulens öga, 1960)
- Jomfrukilden (Jungfrukällan, 1960)
- Som i et spejl (Såsom i en spegel, 1961)
- Lys i mørket (Nattvardsgästerna, 1962)
- Stilheden (Tystnaden, 1963)
- Syv glade enker (För att inte tala om alla dessa kvinnor, 1964)
- Persona (Persona, 1966)
- Ulvetimen (Vargtimmen, 1968)
- Skammen (Skammen, 1968)
- Ritualerne (Riten, tv, 1968)
- Passion (En passion, 1969)
- Berøringen (Beröringen, 1971)
- Hvisken og råb (Viskningar och rop, 1972)
- Scener fra et ægteskab (Scener ur ett äktenskap, tv-serie, 1973, spillefilm, 1974)
- Tryllefløjten (Trollflöjten, 1975)
- Ansigt til ansigt (Ansikte mot ansikte, 1976)
- Slangens æg (The Serpent's Egg, 1977)
- Høstsonaten (Höstsonaten, 1978)
- Fra marionetternes liv (Aus dem Leben der Marionetten, tv, 1980)
- Fanny og Alexander (Fanny och Alexander, 1982, også som tv-serie)
- Efter prøven (Efter repetitionen, tv, 1982)
- Saraband (tv-film, 2003)